# Stefano Vagnini
Stefano Vagnini (Fano, 15 novembre 1963) è un musicista, compositore, poeta e teorico dell'Arte Modulare italiano.

## Biografia
Stefano Vagnini studia organo, composizione e musica elettronica presso il Conservatorio “G. Rossini” di Pesaro e presso la Georgia State University di Atlanta, USA. Si diploma in organo e composizione organistica con il Maestro Armando Pierucci ed in musica elettronica con il Maestro Eugenio Giordani presso il Conservatorio Statale di Musica di Pesaro.
Prosegue gli studi frequentando Masterclass e seminari organistici con professori del calibro di: Monserrat Torrent, Michael Radulescu, Liuwe Tamminga, André Isoir, Sarah L. Martin.
Stefano Vagnini ha insegnato organo e composizione presso i Conservatori di Verona e L'Aquila.
Dal 1986 al 2013 è direttore artistico del Festival Organistico Internazionale presso la chiesa di Santa Maria Nuova di Fano, in Italia, Festival che vanta organisti di fama internazionale, tra cui Liuwe Tamminga, Michael Radulescu, Arturo Sacchetti, Gaston Litaize, Odile Pierre.
Nel 1997 inventa e teorizza una nuova metodologia compositiva applicabile ad ogni linguaggio artistico, che Stefano Vagnini chiama ModulArt.
Dal 2003, insieme al soprano Giorgia Ragni, forma il duo Aidaduo. Aidaduo elabora ed inventa nuove forme di concerto e performance secondo la metodologia compositiva chiamata ModulArt. La ricerca del duo è rivolto all'improvvisazione e alla diffusione dell'Arte Modulare tramite conferenze e concerti nelle Università e nei centri culturali di tutto il mondo.

## Attività concertistica
Tiene concerti come organista e direttore di coro in Italia, e all'estero: U.S.A (’86,’08,’09,’10,’11,’12), Germania (’92,’93,’99,’06, ’12), Austria (’99), Svizzera (’99,’10), Russia (‘95), Brasile (’95,’98), Argentina (’95,’98), Uruguay (’95,’98), Cina (’98,’16,’17,’18), Spagna (’05,’07) Inghilterra (’11), Scozia (’12), Danimarca (’12), Polonia (’12,’14), Finlandia (’12), Olanda (’12), Corea del Sud (’13,’14,’15,’16,’17), Giappone (’16,’17,’18), Francia (’89,’06,’12,’19 ).
Stefano Vagnini ha diretto il coro Gospel Slave Song ed il coro lirico Mezio Agostini di Fano.

### Composizioni e performance
Balletto
- Cappuccetto Rosso: eseguito a Saint-Ouen-l'Aumône, in Francia e a Fano, in Italia
- Le Fou de Notre Dame: coreografa Sylvie Roukhadze'
- Kroma

Teatro
- Waiting for Godot: Produzione Transteatro di Fano, regia di Massimo Puliani, Napoli e Roma (Italia)
- Thesys: direttore Fernando Scarpa, Wittenberg, (Germania), 2002
- Luther Stories: direttore Fernando Scarpa, Wittenberg, (Germania)

Video
- Incubi Catodici: direttore Renato Toniato, (Italia) vincitore dei seguenti premi:
- Mirano Award: 1985, Mirano, (Italia)
- Linz Award: 1986, Linz, (Austria)
- Concerto a Berlino: direttore Stefano Vagnini, Teatro della Fortuna, Fano, (Italia)

Organo solista
- Meditazione
- Meditazione 2
- Preludio, Ricercare e Finale
- Luci
- Aenigma
- Les Danses Modulaires

Organo e nastro
- Isola di Koch: eseguito a Pesaro (Italia), Auditorio Pedrotti, e a Fano, Chiesa di Santa Maria Nuova.

Orchestra
- Il Meraviglioso Segreto del Biondo (Parte A): commissionata da il Teatro della Fortuna, Fano (Italia), direttore artistico Fabrizio Festa.
- Via Crucis: oratorio modulare eseguito a:

Beijing Concert Hall, (Cina), 1998, prima opera sacra autorizzata dall'Autorità del Popolo Cinese;
Fano, (Italia),Corte Malatestiana, 1998
San Paolo, (Brasile), Monastero di Sao Bento, 1998
Montevideo, (Uruguay), 1998
Buenos Aires, (Brasile), San Telmo Cathedral, 1998
Berlino, (Germania) Kaiser Wilhelm Kirche, 2003
Salisburgo, (Austria), Duomo, 1999
Lausanne, (Svizzera), Cattedrale, 1999
Potsdam, (Germania), 1999
Biberach, (Germania), 1999
Rastatt, (Germania), 1999
Geislingen an der Steige, (Germany), 1999
Warstein, (Germania), 1999
Darmstadt, (Germania), 2000
Tolentino, (Italia), Basilica di San Nicola
Fossano, (Italia)
Cermenate, (Italia)

## AiDADUO
Lo stile di AiDADUO è il frutto di continue aggregazioni modulari. Musica, cinema, arte e letteratura si sovrappongono in una dimensione classica il cui sguardo è sempre rivolto verso l'innovazione, la ricerca e l'ironia.
AiDADUO Performance-show
- Aenigma: eseguito a

Alessandria, (Italia), 2004
Viareggio, (Italia), 2005
- Il Viaggio Sospeso: eseguito a

Tolentino, (Italia), Cappellone di San Nicola, 2005
- Back to Bach: eseguito a

Narbonne, (Francia), 2006
Fabrezan, (Francia), 2006
El Medano, Tenerife, (Spagna), 2007
- Ouroburos: eseguito a Fano, (Italia), chiesa di Santa Maria Nuova, 2007
- Toccate, Voli e ricercari su Salve Regina: eseguito a Bologna, (Italia), chiesa di San Giacomo Maggiore, 2007
- Gabersuite: eseguito a Fano, (Italia), “Testi e Tasti” Festival, 2009
- EatalianGrandpianofood: eseguito a Washington D.C., (USA), Ambasciata Italiana, 2010
- Sacrariae: eseguito a

Roma, (Italia), chiesa di San Paolo dentro le Mura, 2010
Ligornetto, (Svizzera), Cattedrale, 2010
Milano, (Italia), Santuario di Santa Rita, 2010
Rochester, (England), Cathedral, 2011
- Small Packages from Italy: eseguito a Carrollton, Georgia (USA), Carrollton Cultural Art Center, Novembre 2010
- Christmas Alio Modo: eseguito a Carrollton, Georgia (USA), Tanner Hospital Harmony for Healing, Dicembre 2010
- Visions: eseguito a Carrollton, Georgia (USA), Carrollton Cultural Art Center, Gennaio 2011
- The Gothic Dream: eseguito a Carrollton, Georgia (USA), University of West Georgia, Febbraio 2011. Progetto Modulare commissionato dalla University of West Georgia
- The Zoo Modular project: eseguito a Carrollton, Georgia, (USA), University of West Georgia Masterclass sull'Arte Modulare Dipartimento di Musica, Gennaio 2011
- Sweet Suite Life: eseguito a Carrollton, Georgia, (USA), University of West Georgia, Masterclass, Musica e film muto, Storia della Musica, Dipartimento di Musica, Aprile 2011
- ModulArt in Poetry: eseguito a Carrollton, Georgia, (USA), University of West Georgia, Masterclass, Scrittura Creativa, Dipartimento di Inglese , Febbraio 2012
- Assembling Forests: eseguito a Carrollton, Georgia, (USA), University of West Georgia, Masterclass, Teatro, Dipartimento di Teatro, Febbraio 2012
- FaceBach: eseguito a Glasgow, Scozia, Strathclyde University, Masterclass sull'interpretazione di Bach e sulla Arte Modulare, Giugno 2012.
- KosmodulArt, tra Mitocosmi e Salmodie Subliminali: Chiesa di San Francesco, Fano Italia. Performance modulare per pianoforte (Stefano Vagnini), Soprano (Giorgia Ragni), voci recitanti (Marco Florio e Ardo Quaranta) e video. Prodotto e realizzato da Stefano Vagnini e Giorgia Ragni. Testi di Ardo Quaranta. Agosto 2012.
- Sono Ergo Sum: Pinacoteca San Domenico, Fano, Italia. Primo Festival di Musica Barocca, Contemporanea e Modulare, Luglio 2014<ref>Sono Ergo Sum Fondazione Carifano http://fondazionecarifano.it/sono_ergo_sum_festival/sono_ergo_sum_festival.htm</ref>

Piano solo
- Il Punto G: Cagli Teatro Comunale, (Italia), “Testi e Tasti” Festival
- Aspettando Godot + Not Film: Fano, (Italia), “Testi e Tasti” Festival

### Arte Modulare
ModulArt è una nuova metodologia compositiva teorizzata ed applicata alla musica da Stefano Vagnini. Il metodo modulare, consente di comporre sovrapponendo moduli, ovvero composizioni musicali di diversi autori. Così come il Contrappunto prevede la sovrapposizione di più melodie, l'arte modulare, o anche detta contrappunto esteso, prevede la sovrapposizione di più composizioni (moduli)di diversi compositori. Il primo modulo (o modulo originario) è un'opera a sé stante ma allo stesso tempo aperta all'aggregazione di nuovi moduli che verranno simultaneamente sovrapposti al modulo originario. Nuovi moduli possono essere aggiunti da nuovi compositori o dallo stesso autore in momenti diversi. Umberto Bultrighini, Professore di Storia greca presso l'Università di Chieti scrive: "L'arte modulare risponde ad esigenze che tutti ci siamo portati dentro da sempre, con diverso grado di consapevolezza. L'esigenza è quella di ridefinire il lavoro dell'artista e di trovare l'equilibrio tra realtà spesso avvertite in una prospettiva di lontananza e alterità: la creazione artistica, la fruizione dell'opera d'arte; e il diritto dell'autore di proprietà e sfruttamento". La ModulArt di Stefano Vagnini è documentata in un volume teorico, in un libro + DVD di poesie modulari dal titolo Salmodiesubliminali e in un cd. Lo scrittore, pittore e teorico dell'arte Gian Ruggero Manzoni descrive la modularità definendola: “circolare come l'esistere, e dove l'esistere esiste. La sintassi lascia il posto ad una metrica in cui le singole lettere, le sillabe, la risultanza di esse vivono l'incarnazione del musicale, diventano corpo ramificato e "ramificantesi" all'infinito”.
L'arte modulare di Stefano Vagnini, relativamente alla musica, corrisponde al concetto di arte modulare di Leda Luss Luyken applicato alla pittura. Per entrambi, infatti, gli strumenti di creatività dell'artista sono virtualmente infiniti secondo la prospettiva modulare.
Progetti Modulari
- Via Crucis
- Zoo - Progetto Modulare Internazionale eseguito in Italia, Giugno 2002, Festival Villa e Castella, direttore Nino Finauri[12] e a Sunny Isles Beach, Maggio 2009[13]
- Zero
- Aenigma
- Messa Picena

Performance Modulari
- Back to Bach
- Sconcerto
- Gabersuite
- SacrAriae
- Small Packages from Italy
- Visions
- The Gothic Dream
- Sweet Suite Life
- Volare
- FaceBach
- Kosmodulart
- Sono Ergo Sum

## Pubblicazioni
1990 - Isola di Koch - LP registrato ed eseguito presso la Cattedrale di Notre-Dame di Parigi (Francia), 1986, “L'orgue du Dimanche” Organ Festival (Ed. Nautilus, Fano)

1994 - Nicolaus - CD (Ed. Bongiovanni, Bologna)

2002 - Via Crucis - CD (Ed. Falcon Valley Music, Roma)

2002 - The Modular Method in Music – volume (Ed. Falcon Valley Music, Roma)

2003 - Messa Picena (Ed. Falcon Valley Music, Roma)

2007 - Salmodiesubliminali - Libro di poesie + DVD (Ed. Campanotto, Udine)
2014 - De Revolutionibus Omaggio a Nicolò Copernico - CD - Progetto Modulare per organo (Stefano Vagnini) e Soprano (Giorgia Ragni) Registrato e pubblicato in Przeczno, Polonia.
2018 - Ergo sum, l'esperienza profonda della musica- Libro, un nuovo metodo che, attraverso l'unione del binomio matematica e musica, propone un efficace e potente strumento terapeutico per il riordino delle emozioni e per il rallentamento dello sviluppo di malattie degenerative come la Demenza e l'Alzheimer.
2018 - Ergo sum, l'esperienza profonda della musica- Libro, un nuovo metodo che, attraverso il binomio matematica e musica, propone un efficace e potente strumento terapeutico per il riordino delle emozioni e per il rallentamento dello sviluppo di malattie degnerative come la Demenza e l'Alzheimer.